# 'o Re
'o Re è un film del 1989 scritto, sceneggiato e diretto da Luigi Magni, vincitore di un Nastro d'argento per i migliori costumi (Lucia Mirisola) e di due David di Donatello per il miglior attore non protagonista (Carlo Croccolo) e per i migliori costumi (Lucia Mirisola).

## Trama
Roma, 1862. Francesco II di Borbone, re delle Due Sicilie spodestato da Garibaldi e costretto a lasciare la sua capitale, trascorre il proprio esilio nella città pontificia insieme alla moglie Maria Sofia e al fedele maggiordomo Rafele. Il giovane ex sovrano è preda dei sensi di colpa per non aver saputo difendere il trono, il che rende il suo  esilio malinconico, segnato dalla nostalgia per Napoli e dalle incomprensioni con la moglie, la quale mostra invece tutta la propria ostinazione nel voler recuperare il trono perduto.
Maria Sofia mantiene i contatti con i lealisti, braccati come briganti dal nuovo stato italiano, e cerca di spronare l'indolente marito alla riscossa contro gli invasori. Ma Francesco non ha né la voglia né i mezzi per condurre la battaglia a cui Maria Sofia lo sprona: la sua posizione economica si fa sempre più difficoltosa. Rafele è costretto infatti a vendere alla spicciolata i beni della famiglia reale per garantire loro il sostentamento.
Francesco è turbato dalle angustie della moglie per quel figlio tanto desiderato e non ancora arrivato. Scampato ad alcuni attentati, tenterà in un primo momento di organizzare la ripresa del trono, ma infine ripiegherà sulla dimensione intima della famiglia, della religione e del soprannaturale, ritrovando un rapporto sereno con la moglie, nonostante la dura prova della morte precoce della figlia che avevano finalmente generato.

## Colonna sonora
Le musiche sono composte e dirette da Nicola Piovani. Il brano sui titoli di testa, 'o Re (Magni - Pagano - Piovani), è cantato da Angela Pagano; il brano finale del film, Ninna nanna Ninna nannà (Citarella - Piovani), è cantato da Isabella Perricone; nel corso del film Donato Citarella canta il classico ottocentesco Te voglio bene assaje (di anonimo).

## Riconoscimenti
- 1989 - David di Donatello
  - Miglior attore non protagonista a Carlo Croccolo
  - Migliori costumi a Lucia Mirisola
  - Candidatura Miglior attore protagonista a Giancarlo Giannini
  - Candidatura Miglior colonna sonora a Nicola Piovani
  - Candidatura Migliore scenografo a Lucia Mirisola
  - Candidatura Miglior canzone originale ('o Re) a Luigi Magni, Mauro Pagani e Nicola Piovani
- 1989 - Nastro d'argento
  - Migliori costumi a Lucia Mirisola
  - Candidatura Migliore attore protagonista a Giancarlo Giannini
  - Candidatura Migliore attore non protagonista a Carlo Croccolo
- 1989 - Globo d'oro
  - Migliore attore a Giancarlo Giannini
- 1989 - Ciak d'oro
  - Miglior attore non protagonista a Carlo Croccolo[1]